# Ель-Кувейт
Ель-Куве́йт, також місто Куве́йт (араб. الكويت) — столиця держави Кувейт.
Населення міста становить 32,4 тис. жителів (станом на 2005 рік), разом з околицями — понад 1 млн жителів.

## Історія
Перші відомості про місто датуються XVIII століття, саме з цього часу говорять про початок існування Кувейту. Протягом ряду століть місто було центром шейхства Кувейт, що входило починаючи з XVI століття в склад Османської імперії, а в 1899 році перейшло під протекторат Великої Британії. Відкриття багатих покладів нафти на території Кувейту і в околицях його столиці сприяло швидкому економічному розвитку країни, однак основний прибуток від нафтодобування і промислового виробництва відходив до США і Великої Британії. Це викликало незадоволення не тільки робітників, але і місцевих олігархів. 19 червня 1961 р. в столиці країни між урядом Великої Британії та еміром Кувейту Абдаллах ас-Сабахом було підписано новий пакт про анулювання договору 1899 року. Кувейт отримав незалежність. В 1990 році Кувейт потрапив в зону окупації іракськими військами і був звільнений тільки у лютому 1991 року. Столиця Кувейту у наш час[коли?] являє собою сучасне місто з радіальною забудовою розширених і озеленених вулиць.

## Географія
Місто розташоване на низькому південному березі затоки Кувейт — єдиної глибоководної гавані на західному узбережжі Перської затоки. Місто поділяється на три зони: промислова (в західному передмісті Шувейха), навчальна (де розташовані університет, школи і науково-дослідницькі установи) та оздоровча (простягається вздовж приморської дороги на місто Ель-Джахара).

### Клімат
Місто знаходиться у зоні, котра характеризується кліматом тропічних пустель. Найтепліший місяць — липень із середньою температурою 37.8 °C (100 °F). Найхолодніший місяць — січень, із середньою температурою 12.8 °С (55 °F).
Місто є одним з найспекотніших у світі влітку.
| Клімат Кувейта          | Клімат Кувейта | Клімат Кувейта | Клімат Кувейта | Клімат Кувейта | Клімат Кувейта | Клімат Кувейта | Клімат Кувейта | Клімат Кувейта | Клімат Кувейта | Клімат Кувейта | Клімат Кувейта | Клімат Кувейта | Клімат Кувейта |
| Показник                | Січ.           | Лют.           | Бер.           | Квіт.          | Трав.          | Черв.          | Лип.           | Серп.          | Вер.           | Жовт.          | Лист.          | Груд.          | Рік            |
| Абсолютний максимум, °C | 27             | 31             | 38             | 42             | 47             | 48             | 51             | 50             | 47             | 43             | 37             | 30             | 51             |
| Середній максимум, °C   | 17             | 20             | 24             | 31             | 37             | 42             | 44             | 43             | 41             | 33             | 26             | 19             | 32             |
| Середня температура, °C | 12             | 15             | 19             | 25             | 31             | 36             | 37             | 36             | 33             | 27             | 20             | 15             | 26             |
| Середній мінімум, °C    | 7              | 10             | 13             | 19             | 25             | 28             | 30             | 29             | 26             | 21             | 15             | 10             | 20             |
| Абсолютний мінімум, °C  | −2             | −1             | −1             | 7              | 13             | 22             | 22             | 22             | 16             | 10             | 3              | −2             | −2             |
| Днів з опадами          | 7              | 6              | 9              | 6              | 3              | 0              | 0              | 0              | 0              | 3              | 4              | 8              | 46             |
| Днів з дощем            | 7              | 6              | 9              | 6              | 3              | 0              | 0              | 0              | 0              | 3              | 4              | 8              | 46             |
| ----------------------- | -------------- | -------------- | -------------- | -------------- | -------------- | -------------- | -------------- | -------------- | -------------- | -------------- | -------------- | -------------- | -------------- |
| Джерело: Weatherbase    |                |                |                |                |                |                |                |                |                |                |                |                |                |

## Економіка
Основою економіки країни і міста є нафта, основним продуктом експорту також є нафта. Кувейтський динар — це найбільш оцінена валюта в світі. За даними Світового банку Кувейт є країною з одним з найвищих показників ВВП на душу населення. Нафта дає половину ВВП країни і 90 % національного доходу. Другим за величиною сектором (після нафтової промисловості) є сектор фінансових послуг.

### Нафта
Родовища сирої нафти оцінюються в 102 мільярди барелів, що становить більш як 6 % від світових запасів. Згідно з конституцією, всі природні ресурси в країні є державною власністю. Зараз Кувейт видобуває 2,9 млн барелів на добу, а його повні виробничі потужності становлять трохи більш як 3 млн барелів на добу.

## Транспорт
Важливий порт в північно-західній частині Перської затоки. Міжнародне летовище.

## Спорт
Футбол — найпопулярніший вид спорту. У місті базуються футбольні клуби Аль-Кувейт, Аль-Арабі, Аль-Кадісія, Казма, які грають у Прем'єр-лізі Кувейту.

## Відомі уродженці
- Джабір аль-Ахмад аль-Джабір ас-Сабах (1926–2006) — тринадцятий емір Кувейту.
- Сабах аль-Ахмед аль-Джабер ас-Сабах (1929–2020) — п'ятнадцятий емір Кувейту, п'ятий прем'єр-міністр Кувейту.
- Сабах аль-Халід ас-Сабах (*1953) — кувейтський політик, восьмий прем'єр-міністр Кувейту.
- Абдулла Аль-Рашиді (*1963) — кувейтський стрілець, бронзовий призер  Літніх Олімпійських ігор у Ріо-де-Жанейро.
- Фехаїд Аль-Діхані (*1966) — кувейтський стрілець, завоював золото на Олімпійських іграх у Ріо-де-Жанейро та бронзу на Олімпійських іграх у Сіднеї та Лондоні.
- Ранія аль-Абдалла (* 1970) — королева-консорт Йорданії.

## Галерея

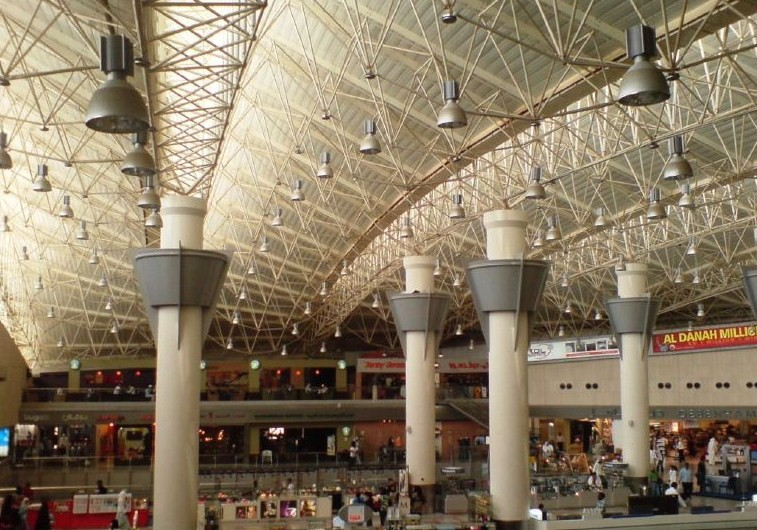
Міжнародний аеропорт Кувейту